# Río de Glorieta
El Río de Glorieta es un afluente por el margen derecho del río Francolí. Nace en Montreal, en las Montañas de Prades, transcurre seco en la mayor parte del tramo superior y atraviesa la villa de Alcover antes de desembocar en el término municipal de Morell, sin salir nunca de la comarca de Alto Campo.
 Uno de los lugares más concurridos por excursionistas es la cascada conocida como el Nido del Águila (Niu de l'Àliga). Antes de las inundaciones de octubre de 1994 el salto de agua tenía el doble de altura que actualmente. Este cilanco, o charca, se encuentra cerca de una antigua central hidroeléctrica (Hidroeléctrica del Glorieta) que entre el año 1903 y los años cuarenta abasteció de corriente eléctrica a Alcover y a La Selva del Campo.
A lo largo del recorrido del río podemos encontrar los molinos Nuevos, los mases de Mont-ravà, de Tarrés y de Forés, los molinos de Capellans, la ermita de la Virgen del Remedio, el mas de la Cuca, los molinos de Piroi, el molino Nuevo y el mas de Raspall.
El Glorieta atraviesa las poblaciones de Alcover, el Rourell, Vilallonga y Montreal.

## Principales afluentes
- Barranco de la Fuente del Olmo (Font de l'Om)
- Barranco de Camps
- Riera del Burguet
- Torrente de las Brujas (Torrent de les Bruixes)